# マルレーネ・アーレン
マルレーネ・アーレン・オスタータグ （Marlene Ahrens Ostertag 1933年7月27日 - 2020年6月17日）は、チリのコンセプシオン出身の女性陸上競技選手。1956年メルボルンオリンピックにチリ選手団の中で唯一の女性選手として出場し、やり投で50m38cmを投げて銀メダルを獲得した。チリの女性選手でオリンピックメダルを獲得したのはこれまでのところ彼女1人である。2000年から2002年にかけてチリオリンピック委員会の副委員長に就任していた。